# Milko Kazanov
Milko Georgiev Kazanov (in bulgaro Милко Георгиев Казанов?; Ruse, 11 febbraio 1970) è un ex canoista bulgaro.
Ha vinto una medaglia di bronzo ad Atlanta 1996 nel K2 1000 m, in coppia con Andrian Dushev.

## Palmarès
- Olimpiadi

Atlanta 1996: bronzo nel K2 1000 m.
- Mondiali

2002: bronzo nel K4 1000 m.
- Campionati europei di canoa/kayak sprint

Plovdiv 1997: bronzo nel K2 1000m.
Zagabria 1999:  argento nel K4 500 m e K4 1000 m.
Poznań 2000: bronzo nel K4 1000 m.
Seghedino 2002: bronzo nel K4 1000m.